# Claudio Golinelli
Claudio Golinelli (* 1. Mai 1962 in Piacenza) ist ein ehemaliger italienischer Radrennfahrer und dreifacher Weltmeister auf der Bahn.
1981 wurde Claudio Golinelli italienischer Meister im Straßenrennen der Amateure. 1983 gewann er das international erstklassig besetzte Rennen Gran Premio della Liberazione.
1984 wurde er Profi und verlegte sich hauptsächlich auf den Bahnradsport: Insgesamt wurde er zehnmal italienischer Meister in den Bahn-Disziplinen Keirin und Sprint.
In diesen Disziplinen war Golinelli auch international erfolgreich. Nachdem er 1987 jeweils Zweiter in Sprint und Keirin bei den UCI-Bahn-Weltmeisterschaften in Wien geworden war, konnte er 1988 den Titel im Keirin erringen. Bei den Weltmeisterschaften 1989 in Lyon gelang ihm ein Doppelsieg in Sprint und Keirin. Danach konnte er sich noch mehrfach auf dem Podium von Weltmeisterschaften platzieren. 1993 trat er zurück.
Bei den Bahn-Weltmeisterschaften 1988 wurde Golinelli wegen nachgewiesener Einnahme von Nandrolon disqualifiziert.